# Spring Valley (Nevada)
Spring Valley – miejscowość spisowa (obszar niemunicypalny) w hrabstwie Clark, w stanie Nevada, na południe od miasta Las Vegas. Ponieważ nie ma praw miejskich, zarządzane jest przez hrabstwo Clark.
Jest to czwarta pod względem liczby ludności miejscowość spisowa w Stanach Zjednoczonych (po Honolulu, Paradise i Sunrise Manor); w 2010 liczyła ponad 178 000 osób .

## Dzielnice
- Salt-Lake-City[1]
- Apagar Visitor Center
- Sovana